# Hadidan
 (mars 2024).
La mise en forme du texte ne suit pas les recommandations de Wikipédia : il faut le « wikifier ».
Les points d'amélioration suivants sont les cas les plus fréquents :
- Les titres sont pré-formatés par le logiciel. Ils ne sont ni en capitales, ni en gras.
- Le texte ne doit pas être écrit en capitales (les noms de famille non plus), ni en gras, ni en italique, ni en « petit »…
- Le gras n'est utilisé que pour surligner le titre de l'article dans l'introduction, une seule fois.
- L'italique est rarement utilisé : mots en langue étrangère, titres d'œuvres, noms de bateaux, etc.
- Les citations ne sont pas en italique mais en corps de texte normal. Elles sont entourées par des guillemets français : « et ».
- Les listes à puces sont à éviter, des paragraphes rédigés étant largement préférés. Les tableaux sont à réserver à la présentation de données structurées (résultats, etc.).
- Les appels de note de bas de page (petits chiffres en exposant, introduits par l'outil «  Source ») sont à placer entre la fin de phrase et le point final[comme ça].
- Les liens internes (vers d'autres articles de Wikipédia) sont à choisir avec parcimonie. Créez des liens vers des articles approfondissant le sujet. Les termes génériques sans rapport avec le sujet sont à éviter, ainsi que les répétitions de liens vers un même terme.
- Les liens externes sont à placer uniquement dans une section « Liens externes », à la fin de l'article. Ces liens sont à choisir avec parcimonie suivant les règles définies. Si un lien sert de source à l'article, son insertion dans le texte est à faire par les notes de bas de page.
- La présentation des références doit suivre les conventions bibliographiques. Il est recommandé d'utiliser les modèles {{Ouvrage}}, {{Chapitre}}, {{Article}}, {{Lien web}} et/ou {{Bibliographie}}. Le mode d'édition visuel peut mettre en forme automatiquement les références.
- Insérer une infobox (cadre d'informations à droite) n'est pas obligatoire pour parachever la mise en page.

Pour une aide détaillée, merci de consulter Aide:Wikification.
Si vous pensez que ces points ont été résolus, vous pouvez retirer ce bandeau et améliorer la mise en forme d'un autre article.
 (mars 2024).
Hdidan est une série télévisée historique marocaine, produite en 2009. Elle est écrite par Ibrahim Ali Boubekdi et réalisée par Fatima Ali Boubekdi.

## Synopsis
Hdidan, le voleur, est un héros légendaire des contes populaires qui se moque impudemment de l'arrogance, de l'orgueil et de la stupidité des puissants ainsi que des ignorants. Le héros est connu sous le nom de (Juha) en Orient.

## Saisons
| Saison | Année de diffusion | Titre                           | Réalisateur         |
| ------ | ------------------ | ------------------------------- | ------------------- |
| 1      | 2009               | Hdidan                          | Fatima Ali Boubekdi |
| 2      | 2013               | Hdidan 2                        | Fatima Ali Boubekdi |
| 3      | 2017               | Hdidan à Gueliz                 | Ibrahim Echakiri    |
| 4      | 2019               | Hdidan chez les Pharaons        | Ibrahim Echakiri    |
| 5      | 2021               | Hdidan et la fille de l'Harraga | Mohamed Nsrat       |

## Personnages
- Hdidan: Le personnage principal, très intelligent et rusé.
- Douahe: La femme de Hdidan, insatisfaite de tout.
- Dalala: Surnommée Hanna, la mère de Douahe, elle aime discuter avec Hdidan sur tout ce qu'il fait.
- Khedra: La mère de Khamischa et l'ennemie jurée de la famille Hdidan, elle a toujours refusé le mariage de son fils avec leur fille Khamisa.
- Khamis: Le fils aîné de Hdidan, de constitution faible et très autoritaire, il aime une fille nommée Jamia.
- Khamisa: La fille du milieu de Hdidan, également enfantine mais sachant se défendre.
- Makhentir: Le plus jeune fils de Hdidan, moins innocent que ses frères et sœurs Khamisa et Khamis, il est doué pour le vol, en particulier les œufs.
- Kamisha: Très faible mais sachant jouer du luth, il aime Khamisa, la fille de Hdidan, et est un ami proche de Khamis, le fils aîné de Hdidan.
- Le Juge: Interprété par l'artiste Yassine Ahjam, c'est un personnage sérieux et très juste.
- Le Cheikh: Interprété par le vénérable artiste Mohamed Benbrahim, il aime toujours discuter avec Hdidan et le renverser, mais échoue à chaque fois.
- Isaac: Le voisin juif de Hdidan, qui apparaît d'abord comme un ami proche de Hdidan, mais avec le temps, il se retourne contre lui et devient directement responsable de l'incarcération de Hdidan.

## Sources
1. 1 2  (ar) « Série - Hdidan - 2009 Équipe de l'émission, Vidéo, Publicité, Photos, Critique d'art, Dates de diffusion » [archive du 9 décembre 2022] (consulté le 9 décembre 2022)